# Echinax panache
Echinax panache är en spindelart som beskrevs av Christa L. Deeleman-Reinhold 200. Echinax panache ingår i släktet Echinax och familjen flinkspindlar. Inga underarter finns listade i Catalogue of Life.